# Marcelo Ryan
Marcelo Ryan (* 8. Juni 2002 in Aracaju), mit vollständigen Namen Marcelo Ryan Silvestre dos Santos, ist ein brasilianischer Fußballspieler.

## Karriere
Marcelo Ryan erlernte das Fußballspielen bei den brasilianischen Vereinen AD Confiança und EC Bahia. Die erste Mannschaft des EC Bahia spielte in der ersten brasilianischen Liga, der Série A. Als Jugendspieler kam er 2021 zu einem Einsatz in der ersten Liga. Hier stand er am 13. Februar 2021 fünf Minuten im Spiel gegen Atlético Mineiro auf dem Spielfeld. Am Ende der Saison stieg der Verein in die zweite Liga ab. In der Série B kam er dreimal zum Einsatz. Im August 2022 zog es ihn nach Japan. Hier unterschrieb er einen Vertrag beim Zweitligisten Yokohama FC. Am Ende der Saison 2022 feierte er mit Yokohama die Vizemeisterschaft der zweiten Liga und den Aufstieg in die erste Liga. Am Ende der Saison 2023 musste er mit Yokohama als Tabellenletzter wieder in die zweite Liga absteigen. Nach dem Abstieg verließ er Yokohama und schloss sich im Januar 2024 dem Erstligisten Sagan Tosu an. Am Ende der Saison 2024 belegte er mit dem Verein aus Tosu den letzten Tabellenplatz und musste somit in die zweite Liga absteigen. Nach dem Abstieg wechselte er im Februar 2025 auf Leihbasis zum Erstligisten FC Tokyo.

## Erfolge
EC Bahia
- Copa do Nordeste: 2021

Yokohama FC
- Japanischer Zweitligavizemeister: 2022  ▲